# Cevas sats

Figur 1.

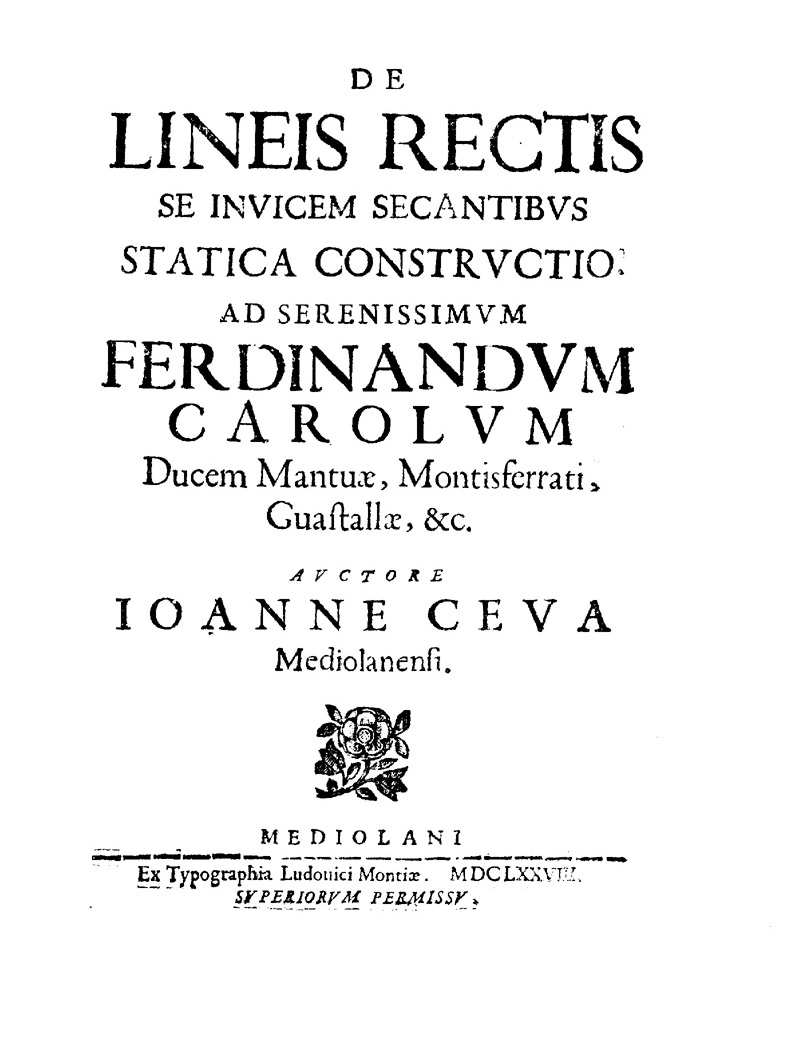
Titelsidan till De lineis rectis.

Cevas sats är en sats inom euklidisk plangeometri, uppkallad efter den italienske ingenjören Giovanni Ceva som publicerade den i De lineis rectis se invicem secantibus statica constructio 1678.. Den säger att för cevianer genom en triangels tre hörn, gäller följande samband om och endast om cevianerna skär varandra i en och samma punkt P (beteckningar enligt figur 1):
{\displaystyle {\frac {\overline {CD}}{\overline {DB}}}\cdot {\frac {\overline {BF}}{\overline {FA}}}\cdot {\frac {\overline {AE}}{\overline {EC}}}=1.}
Även om satsen genom sitt namn tillskrives Giovanni Ceva, anses den gå tillbaka till Yusuf al-Mu'taman ibn Hud, som regerade från 1081 till 1085 i det arabiska kungariket Zaragoza (1018 till 1110) och som beskrev förhållandet i Kitab al-Istikmal redan på 1000-talet. Satsen är dessutom, tekniskt sett, en dual till Menelaos sats från första århundradet efter Kristus.

## Bevis
Betrakta areorna av nedanstående trianglar (beteckningar enligt figur 1):
{\displaystyle |\triangle CPD|={\frac {{\overline {CD}}\cdot h_{P}}{2}}}
{\displaystyle |\triangle DPB|={\frac {{\overline {DB}}\cdot h_{P}}{2}}}
{\displaystyle |\triangle CAD|={\frac {{\overline {CD}}\cdot h_{A}}{2}}}
{\displaystyle |\triangle DAB|={\frac {{\overline {DB}}\cdot h_{A}}{2}}}
Ur det ovanstående får vi att:
{\displaystyle |\triangle CPA|=|\triangle CAD|-|\triangle CPD|={\frac {{\overline {CD}}\cdot h_{A}}{2}}-{\frac {{\overline {CD}}\cdot h_{P}}{2}}={\overline {CD}}\cdot {\frac {h_{A}-h_{P}}{2}}}
{\displaystyle |\triangle APB|=|\triangle DAB|-|\triangle DPB|={\frac {{\overline {DB}}\cdot h_{A}}{2}}-{\frac {{\overline {DB}}\cdot h_{P}}{2}}={\overline {DB}}\cdot {\frac {h_{A}-h_{P}}{2}}}
Vilket, genom att dividera uttrycken med varandra, ger:
{\displaystyle {\frac {|\triangle CPA|}{|\triangle APB|}}={\frac {\overline {CD}}{\overline {DB}}}}
På samma sätt får vi:
{\displaystyle {\frac {|\triangle BPC|}{|\triangle CPA|}}={\frac {\overline {BF}}{\overline {FA}}}}
{\displaystyle {\frac {|\triangle APB|}{|\triangle BPC|}}={\frac {\overline {AE}}{\overline {EC}}}}
Genom att multiplicera dessa tre senaste uttrycks vänster- respektive högerled med varandra får vi:
{\displaystyle {\frac {|\triangle CPA|}{|\triangle APB|}}\cdot {\frac {|\triangle BPC|}{|\triangle CPA|}}\cdot {\frac {|\triangle APB|}{|\triangle BPC|}}={\frac {\overline {CD}}{\overline {DB}}}\cdot {\frac {\overline {BF}}{\overline {FA}}}\cdot {\frac {\overline {AE}}{\overline {EC}}}}
det vill säga:
{\displaystyle {\frac {\overline {CD}}{\overline {DB}}}\cdot {\frac {\overline {BF}}{\overline {FA}}}\cdot {\frac {\overline {AE}}{\overline {EC}}}=1.}
Satsen kan även bevisas trigonometriskt eller med hjälp av barycentriska koordinater, men, då det ovanstående är ett så enkelt bevis, hänvisas den intresserade till referenserna.